# Philus rufescens
Philus rufescens är en skalbaggsart som beskrevs av Francis Polkinghorne Pascoe 1866. Philus rufescens ingår i släktet Philus och familjen långhorningar. Inga underarter finns listade i Catalogue of Life.